# Gerardo Scala
Gerardo Scala (Napoli, 31 maggio 1949) è un attore italiano.

## Biografia
Terminati gli studi, nel 1968 partecipa al concorso all'Accademia nazionale d'arte drammatica di Roma in qualità di attore, qualificandosi, fra un centinaio di partecipanti, al primo posto ex aequo con Daria Nicolodi.
Nonostante la sua carriera sia prevalentemente legata all'attività teatrale, raggiunge una discreta notorietà grazie alla partecipazione a due film di Luciano De Crescenzo Così parlò Bellavista e Il mistero di Bellavista nel ruolo di Luigino il poeta. Dal 1984 al 1986 fa parte del cast di Tandem su Rai Due, dove veste i panni del divertente professore Savoia.
Nel 2002, durante l'allestimento de L'avaro di Molière in qualità di regista e protagonista, fu colto da un infarto. Attualmente, superati i postumi del male, vive a Castellammare di Stabia dedicandosi alla poesia.

## Filmografia

### Cinema

Scala in Pacco, doppio pacco e contropaccotto (1993)

- Tutto a posto e niente in ordine, regia di Lina Wertmüller (1974)
- Il lumacone, regia di Paolo Cavara (1974)
- Café Express, regia di Nanni Loy (1980)
- Mi manda Picone, regia di Nanni Loy (1983)
- Così parlò Bellavista, regia di Luciano De Crescenzo (1984)
- Il mistero di Bellavista, regia di Luciano De Crescenzo (1985)
- È arrivato mio fratello, regia di Castellano e Pipolo (1985)
- 32 dicembre, regia di Luciano De Crescenzo (1988)
- Computron 22, regia di Giuliano Carnimeo (1988)
- Scugnizzi, regia di Nanni Loy (1989)
- Pummarò, regia di Michele Placido (1990)
- Pacco, doppio pacco e contropaccotto, regia di Nanni Loy (1993)

### Televisione
- Aeroporto internazionale, regia di Paolo Poeti (1985) - serie TV
- Un altro varietà (1986) - serie TV
- Don Fumino episodio Diritto d'asilo (1994) - serie TV